# Marek Ławreszuk
Marek Ławreszuk (ur. 1979) – polski duchowny prawosławny, ksiądz Polskiego Autokefalicznego Kościoła Prawosławnego, doktor habilitowany nauk teologicznych, profesor nadzwyczajny Uniwersytetu w Białymstoku (UwB).

## Życiorys
Jest absolwentem Prawosławnego Seminarium Duchownego w Warszawie oraz Chrześcijańskiej Akademii Teologicznej w Warszawie (ChAT). W 2008 uzyskał na ChAT stopień doktora nauk teologicznych na podstawie rozprawy pt. Prawosławie wobec tendencji nacjonalistycznych i etnofiletystycznych (Studium teologiczno-kanoniczne), zaś w 2015 uzyskał habilitację na podstawie dorobku naukowego oraz rozprawy Modlitwa wspólnoty. Historyczny rozwój prawosławnej tradycji liturgicznej. 
W latach 2005–2014 był nauczycielem religii prawosławnej w szkołach w Białymstoku oraz w latach 2008–2014 wizytatorem Wydziału Katechetycznego Diecezji Białostocko-Gdańskiej. W latach 2009–2013 był wykładowcą liturgiki w Prawosławnym Seminarium Duchownym w Warszawie. Od 2012 piastuje funkcję redaktora naczelnego czasopisma teologicznego „Elpis”. Jest profesorem nadzwyczajnym i p.o. kierownika Katedry Teologii Prawosławnej UwB.
Od 2017 jest proboszczem parafii Zmartwychwstania Pańskiego w Białymstoku.

## Wybrana bibliografia autorska
- Cerkiew Zmartwychwstania zmartwychwstała: XX-lecie Parafii Zmartwychwstania Pańskiego w Białymstoku 1989–2009 (Parafia Zmartwychwstania Pańskiego, Białystok, 2009; ISBN 978-83-929674-0-8)
- Modlitwa wspólnoty: historyczny rozwój prawosławnej tradycji liturgicznej (Wydawnictwo Uniwersytetu w Białymstoku, Białystok, 2014; ISBN 978-83-7431-406-0)
- Prawosławie wobec tendencji nacjonalistycznych i etnofiletystycznych: studium teologiczno-kanoniczne (Wydawnictwo Naukowe Semper, Warszawa, 2009; ISBN 978-83-7507-045-3)
- Sakrament małżeństwa: liturgiczna symbolika i znaczenie sakramentu małżeństwa w Kościele prawosławnym (Wydawnictwo Uniwersytetu w Białymstoku, Białystok, 2014; ISBN 978-83-7431-397-1)
- Specyfika polskiej terminologii prawosławnej. Koncepcja normatywizacji pisowni (współautorzy: Abp Jakub (Kostiuczuk), ks. Jerzy Tofiluk, ks. Włodzimierz Misijuk, Jarosław Charkiewicz), Wydawnictwo Uniwersytetu w Białymstoku, Białystok 2016, ss. 140[5].